# 克里斯蒂娜·托伊舍
克里斯蒂娜·托伊舍（英語：Cristina Teuscher，1978年3月12日—），美国女子游泳运动员。她曾代表美国参加1996年和2000年夏季奥林匹克运动会游泳比赛，获得一枚金牌和一枚铜牌。